# Atarashii Nami
Die Atarashii Nami (jap. 新しい波, dt. „Neue Welle“) war bis 2009 eine Faktion innerhalb der japanischen Liberaldemokratischen Partei (LDP) unter Vorsitz von Toshihiro Nikai. Sie wird auch als Nikai-Gruppe (二階グループ Nikai gurūpu, von engl. Nikai Group) oder Nikai-Faktion (二階派 Nikai-ha) bezeichnet. Sie gehörte zu den kleineren Faktionen der LDP.
Die Atarashii Nami entstand 2003, nachdem sich die Neue Konservative Partei aufgelöst hatte und ihre Mitglieder in die LDP zurückgekehrt waren. Bei ihrer Gründung bestand die Faktion zunächst nur aus vier ehemaligen Mitgliedern der Neuen Konservativen im Unterhaus und sechs Oberhausabgeordneten. Sie konnte bei den Unterhauswahlen 2005 deutliche Zugewinne verzeichnen. Allerdings war weniger als die Hälfte ihrer 13 Unterhausabgeordneten direkt gewählt. Bei der Wahlniederlage der LDP bei den Unterhauswahlen 2009 fiel die Nikai-Faktion auf einen Sitz zurück, im Oberhaus gehörten ihr noch zwei Abgeordnete an. Im November 2009 traten die Mitglieder dem Shisuikai (Ibuki-Faktion) bei, das wiederum 2012 von Nikai übernommen wurde und somit zur Nikai-Faktion wurde.